# Бржозовская, Людмила Генриховна
Людми́ла Ге́нриховна Бржозо́вская (бел. Людміла Генрыхаўна Бржазоўская; 4 июня 1946, Минск,  БССР, СССР — 6 декабря 2023, Минск) — белорусская балерина, педагог-репетитор Большого театра оперы и балета Республики Беларусь, Народная артистка Белорусской ССР (1975).

## Биография
Родилась 4 июня 1946 года в Минске, в семье белорусского художника-живописца Генриха Бржозовского (создавшего более двух тысяч полотен). Её семья жила на Сторожёвской улице (где во дворе была отцовская мастерская), недалеко от театра оперы и балета. В хореографическое училище её отвела мама (лейтенант, врач-стоматолог в поликлинике МВД). Дед Людмилы Бржозовской, выходец из обедневшей польской шляхты, был краснодеревщиком и оформлял в Минске Красный костёл.
В 1966 году окончила Белорусское государственное хореографическое училище (педагоги Нина Млодзинская, Ирина Савельева). С 1966 года работала артисткой балета Государственного академического Большого театра оперы и балета Белорусской ССР. Первой её серьёзной работой на сцене театра стала партия Сольвейг в балете «Пер Гюнт» (1967 год). В спектаклях «Ромео и Джульетта» (1970) и «Тристан и Изольда» (1971) у Людмилы Бржзовской зародился творческий дуэт с Юрием Трояном.
В 1970 году стажировалась в Ленинградском театре оперы и балета имени Кирова у Натальи Дудинской.
Людмила Бржозовская первой на сцене Большого театра оперы и балета Белорусской ССР исполнила партии Кармен, Евы, Нели, Фриги, Маши. Была возлюбленной в спектаклях «Кармен-сюита», «Сотворение мира», «Тиль Уленшпигель», «Спартак», «Щелкунчик», «Кармина Бурана», поставленных на белорусской сцене Валентином Елизарьевым. С 1969 по 1988 год исполняла ведущие партии в балетах «После бала», «Лебединое озеро», «Спартак», «Раймонда», «Бахчисарайский фонтан», «Дон Кихот», «Спящая красавица», «Сильфида», «Жизель», «Шопениана», Гран па из балета «Пахита», Па де де «Фестиваль цветов в Дженцано» и др. В балете она соперничала с самой Майей Плисецкой; когда сравнивали их исполнение партии Кармен, предпочтение зачастую отдавали в пользу Бржозовской.
Её таланту рукоплескали более чем в 30 странах. Балерина выступала в Италии, Венгрии, Финляндии, Индии, Монголии, Иордании, Кувейте, Румынии, Сингапуре, Польше, Турции и других стран.
В 1975 году получила звание Народной артистки Белорусской ССР, в 29 лет.
В 1987 году закончила обучение на факультете хореографии Минского института культуры.
С 1997 года и до смерти являлась педагогом-репетитором Национального академического Большого театра балета Республики Беларусь.
В 2003 году награждена Почётной грамотой Национального собрания Республики Беларусь.
С 2012 по 2023 год Людмила Генриховна Бржозовская работала педагогом-репетитором Национального академического Большого театра оперы и балета. Среди её воспитанниц были молодые, но уже известные балерины: Ольга Гайко, Людмила Кудрявцева, Марина Вежновец, Марина Парамонова, Людмила Хитрова.
Увлекалась изобразительным искусством — писала пейзажи, букеты цветов, рисовала на тему балета, карандашом. Кроме своих работ, работ отца и сестры, в её доме были картины признанных художников, например два портрета Людмилы Генриховны, которые выполнил Борис Заборов. В Национальном художественном музее есть парадный портрет балерины Бржозовской кисти Александра Шестакова.
6 декабря 2023 года Людмила Бржозовская умерла в возрасте 77 лет.

## Фильмография
«Миф» — мелодрама Аяны Шахмалиевой, 1986 год. В этой картине, созданной по мотивам повести Кирилла Ласкари «Двадцать третий пируэт», Людмила Бржозовская  сыграла талантливую балерину. В фильме также играл легендарный Марис Лиепа.

## Отзывы о Людмиле Бржозовской
- Ольга Савицкая (музыковед, кандидат искусствоведения[10]):

О Людмиле Бржозовской восторженно писали журналисты и критики. Художников вдохновляла утончённая и одухотворенная красота этой женщины. А зрители, побывавшие на спектаклях, создавали легенды о её танце. В обширном репертуаре балерины трудно выделить одну или несколько наиболее удачных работ. Каждая её партия становилась высоким творческим достижением, своеобразным художественным открытием.
— Информационно-новостной портал Минска